# Tarquin's Seaweed Farm
Tarquin Seaweed Farm è il primo demo del gruppo musicale britannico Porcupine Tree, pubblicato nel 1989 dalla No Man's Land.

## Descrizione
Contiene i primi brani del gruppo, al tempo progetto solista di Steven Wilson. Nel libretto vengono riportati nomi di musicisti fittizi appartenenti al gruppo: The Porcupine Tree, Timothy Tadploe-Jones, Mr Jelly e Sir Tarquin Underspoon. La stessa cassetta fu prima di tutto stampata in poche copie private ed infine stampata in 300 copie limitate, come abbinamento alla rivista psichedelica Freakbeat con la stessa lista tracce.
Infine, le tracce incluse furono selezionate e divise in due album (assieme al materiale di The Nostalgia Factory) in On the Sunday of Life... e Yellow Hedgerow Dreamscape.

## Tracce
Lato A – The Studio Side
1. Music for the Head (Here) – 2:48 (The Porcupine Tree, Sir Tarquin Underspoon)
2. Jupiter Island – 6:13 (The Porcupine Tree, Alan Duffy)
3. Nun's Cleavage (Left) – 2:48 (Sir Tarquin Underspoon, The Evaporating Flan)
4. Clarinet Vignette – 1:22 (The Porcupine Tree, Sir Tarquin Underspoon, Master Timothy Masters)
5. Nun's Cleavage (Right) – 1:00 (The Evaporating Flan)
6. Space Transmission – 3:05 (The Porcupine Tree)
7. Message from a Self-Destructing Turnip – 0:30 (The Porcupine Tree)
8. Radioactive Toy – 5:55 (The Porcupine Tree)
9. Towel – 3:36 (The Porcupine Tree, Solomon St. Jemain)
10. Wastecoat – 1:12 (Solomon St. Jemain)
11. Mute – 8:11
12. Music for the Head (There) – 1:31 (The Porcupine Tree)

Lato B – The Live Side
1. No Reason to Live, No Reason to Die – 11:20 (The Porcupine Tree, Sir Tarquin Underspoon, Sebastian Tweetle-Blampton, Mr Jelly, Timothy Tadploe-Jones, The Evaporating Flan)
2. Daughters in Excess – 6:54 (The Porcupine Tree, Sir Tarquin Underspoon, Sebastian Tweetle-Blampton, Timothy Tadploe-Jones)
3. The Cross/Hole/Yellow Hedgerow Dreamscape – 20:52 (Prince; The Porcupine Tree; The Porcupine Tree, Solomon St. Jemain)

## Formazione
Gruppo
- The Porcupine Tree – chitarra acustica ed elettrica, flauto, koto, voce
- Timothy Tadploe-Jones – chitarra acustica, percussioni
- Mr Jelly – basso
- Sir Tarquin Underspoon – organo, pianoforte elettrico, sintetizzatore, voce

Altri musicisti
- Solomon St. Jemain – voce narrante, drum machine (traccia 9), chitarra (traccia 10)
- The Evaporating Flan – batteria, percussioni, drum machine, voce narrante
- Master Timothy Masters – oboe, corno inglese

Produzione
- The Porcupine Tree – produzione (lato A)
- Sebastian Tweetle Blampton III – produzione (lato A), missaggio, effetti sonori